# Cape Chidley
Cape Chidley (soms ook Cape Chudleigh) is een kaap in het noordoosten van Canada. De kaap ligt op de grens van het territorium Nunavut en de provincie Newfoundland en Labrador. Het is het noordelijkste punt van de regio Labrador en dus tegelijk van de provincie Newfoundland en Labrador.
De kaap ligt op 60°22'40" noorderbreedte en 64°26'02" westerlengte. Het punt ligt aan de oostkust van Killiniq Island, een eiland dat voor het overgrote deel toebehoort aan het Canadese territorium Nunavut.
Cape Chidley is stijl en behoort tot de meest noordelijke uitlopers van het Torngatgebergte. Hij valt van op zee makkelijk te onderscheiden van op een afstand van 10 tot 15 mijl. De kaap vormt de grens van de waterscheiding tussen enerzijds de Atlantische Oceaan (via de Labradorzee) en anderzijds de Noordelijke IJszee (via de Straat Hudson).

## Hydrografische ligging
De kaap ligt aan het oostelijke uiteinde van de Straat Hudson. Volgens de definitie van de Canadese overheid ligt de kaap tegelijk aan het zuidelijke uiteinde van de Straat Davis, daar waar deze net als de Straat Hudson overgaat in de Atlantische Oceaan, meer bepaald de Labradorzee. De Internationale Hydrografische Organisatie (IHO) legt de zuidgrens van de Straat Davis echter op 60°N, waardoor Cape Chidley volgens de IHO grenst aan beide voornoemde zeestraten maar niet aan de Labradorzee.